# Andrea Gallasini

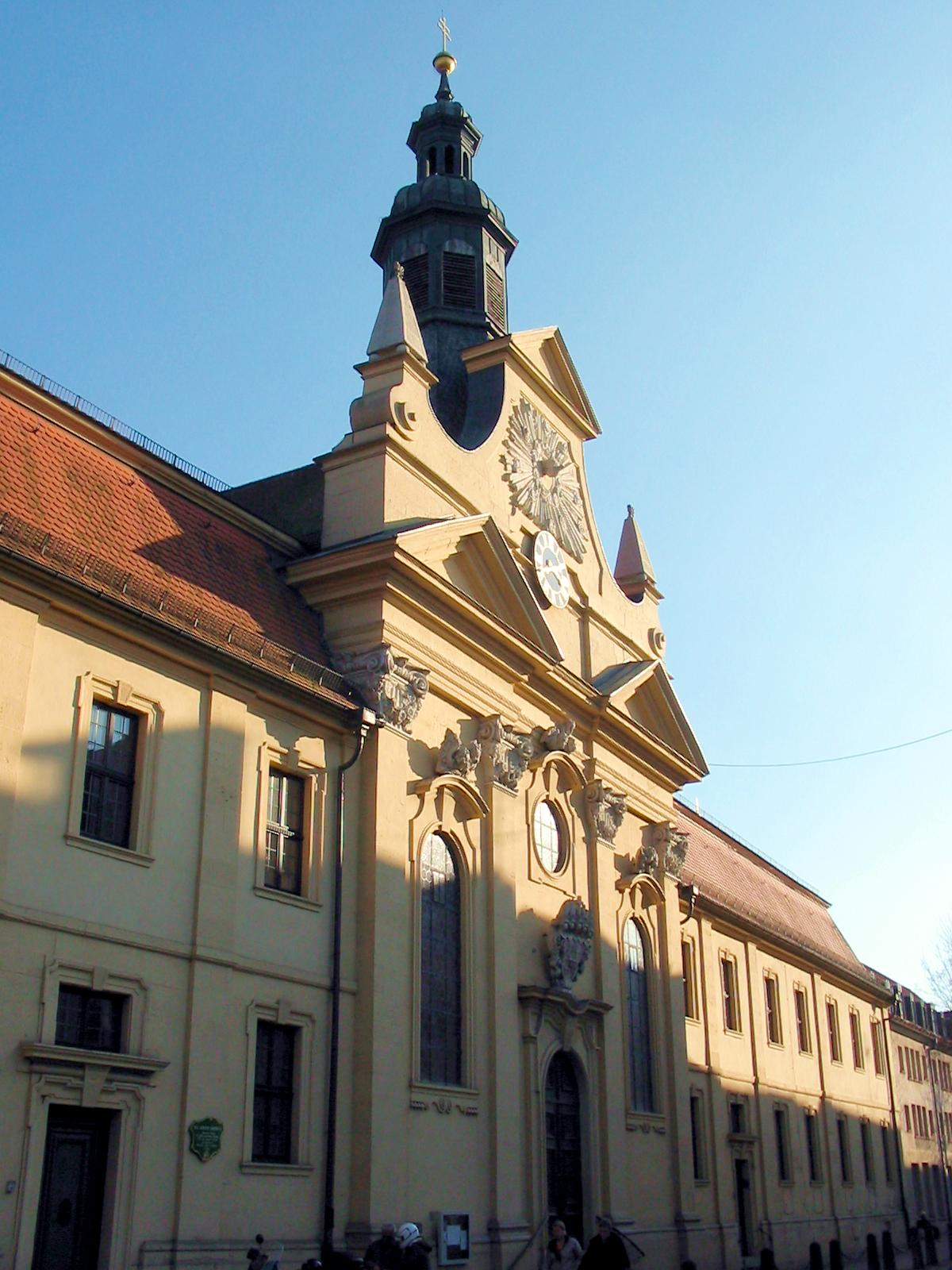
Vue de la façade de l'église du Saint-Esprit à Fulda

Andrea Gallasini né le 30 décembre 1681 à Lugano et mort le 10 février 1766 à Bartenstein (aujourd'hui dans le Bade-Wurtemberg) est un stucateur et architecte du baroque en Allemagne.

## Biographie
Le tessinois Gallasini commence sa carrière à Mayence. C'est un stucateur de renom qui produit quantité d'œuvres de 1706 à 1719 que l'on peut admirer par exemple aux châteaux de Johannisberg, Meiningen, Neuwied, Arolsen ou Bad Wildungen, ou à la mairie de Bad Karlshafen.
En 1720 il se rend à Fulda, où il devient architecte du prince-abbé et sujet de la principauté. Il construit nombre de châteaux et églises dans les environs. Il fait ainsi du château de la Fasanerie l'un des édifices baroques les plus réussis de la région. Il est aussi à l'origine des plans du château de Hammelburg (de) et d'églises à Borsch, Batten, Bremen (de), Dermbach, Haselstein, Salmünster, Schleid et Zella avec en plus la prévôté, en Thuringe.
Gallasini est à Wetzlar en 1758-1759, où il s'attire la confiance du prince Karl Philipp von Hohenlohe-Bartenstein. Il devient l'architecte en titre de Bartenstein en 1760 et y travaille jusqu'à sa mort en 1766.

## Édifices à Fulda
- Château et orangerie de Fulda (1721-1724 avec Maximilian von Welsch
- Salon impérial de Fulda (1727-1731)
- Manège d'hiver (1741)
- Projet du séminaire des Jésuites (1731-1732)
- Église du Saint-Esprit de Fulda (1727-1733)
- Hôpital du Saint-Esprit de Fulda (1727-1733)
- Ancienne université de Fulda (1731-1734)
- Palais Buttlar (1737-1739)
- Hôtel du prince-abbé (1737-1739)